# Route nationale 37
Die Route nationale 37, kurz N 37 oder RN 37, ist eine französische Nationalstraße.

## Streckenführung
| Position | höchste zulässige Gesamtgeschwindigkeit | Fahrbahnen | Typ                  | Abschnitt | Längengrad | Breitengrad |
| -------- | --------------------------------------- | ---------- | -------------------- | --------- | ---------- | ----------- |
| 1        | 110                                     | 2          | Beginn der Autobahn  | A 6       | 48.4741    | 2.5168      |
| 2        | 110                                     | 2          | Rastplätze           |           | 48.4699    | 2.5322      |
| 3        | 110                                     | 2          | Teil-Anschlussstelle |           | 48.4676    | 2.5401      |
| 4        | 110                                     | 2          | Ende der Autobahn    |           | 48.4676    | 2.5401      |

## Aktueller Straßenverlauf
Die aktuelle Nationalstraße stellt eine zwei Kilometer lange Verbindung zwischen der Anschlussstelle 13 Fontainebleau der Autobahn 6 und der ehemaligen Nationalstraße 51 (heutige Départementsstraße 372) dar.

## Historischer Straßenverlauf
Die historische Nationalstraße verlief von 1824 bis 1973 von Château-Thierry bis nach Saint-Venant. Dies geht auf die Route impériale 43 zurück. Ihre Länge betrug 202 Kilometer. Nach ihrer Deklassierung wurde die Nummer für die Verbindung zwischen der Nationalstraße 7 und der Autobahn 6 benutzt, die bis dahin als Nationalstraße 7E beschildert wurde. 2006 wurde ein Teilabschnitt dieser Route herabgestuft. Von 1949 an bis 1973 hatte die Nationalstraße 37 von Arras bis Péronne eine gemeinsame Trasse mit der Nationalstraße 44. Diese Strecke wurde 1973 in den Streckenverlauf der Nationalstraße 17 integriert.